# Liste der Bodendenkmäler in Bayern
In der Liste der Bodendenkmäler in Bayern sind die Bodendenkmäler in Bayern aufgelistet. Grundlage dieser Liste ist die Bayerische Denkmalliste, die auf Basis des bayerischen Denkmalschutzgesetzes vom 1. Oktober 1973 erstmals erstellt wurde und seither durch das Bayerische Landesamt für Denkmalpflege geführt und aktualisiert wird. Diese Liste enthält ungefähr 49.000 Bodendenkmäler. Die Angaben in den einzelnen Listen ersetzen nicht die rechtsverbindliche Auskunft der Denkmalschutzbehörde.

## Aufteilung
Wegen der großen Anzahl von Bodendenkmälern in Bayern ist diese Liste in Teillisten für jede(n) der 2056 Städte, Märkte und Gemeinden aufgeteilt.
Entsprechend der Aufteilung der offiziellen Denkmaltopographie Denkmäler in Bayern in 96 Bände sind im Folgenden zunächst die Denkmallisten der 25 Kreisfreien Städte aufgeführt, gefolgt von den Denkmallisten der übrigen Gemeinden in den 71 Landkreisen, sortiert nach Regierungsbezirk. Eine Übersicht über die Bodendenkmallisten eines Landkreises wird unten in der Liste durch Klicken auf „Ausklappen“ beim jeweiligen Landkreis dargestellt.
Dieser nach Verwaltungseinheiten gegliederten Übersicht folgt eine alphabetisch nach Gemeinden sortierte Auflistung der Denkmallisten aller Städte, Märkte und Gemeinden. Bodendenkmäler in gemeindefreien Gebieten sind in der separaten Listen aufgeführt.

## Alphabetische Liste

### Städte, Märkte und Gemeinden

#### A
Abenberg |
Abensberg |
Absberg |
Abtswind |
Achslach |
Adelschlag |
Adelsdorf |
Adelshofen |
Adelshofen |
Adelsried |
Adelzhausen |
Adlkofen |
Affing |
Aham |
Aholfing |
Aholming |
Ahorn |
Ahorntal |
Aicha vorm Wald |
Aichach |
Aichen |
Aidenbach |
Aidhausen |
Aiglsbach |
Aindling |
Ainring |
Aislingen |
Aiterhofen |
Aitrang |
Albaching |
Albertshofen |
Aldersbach |
Alerheim |
Alesheim |
Aletshausen |
Alfeld |
Allersberg |
Allershausen |
Alling |
Allmannshofen |
Altdorf |
Altdorf b.Nürnberg |
Alteglofsheim |
Altenbuch |
Altendorf |
Altendorf |
Altenkunstadt |
Altenmarkt a.d.Alz |
Altenmünster |
Altenstadt |
Altenstadt |
Altenstadt a.d.Waldnaab |
Altenthann (Oberpfalz) |
Altertheim |
Altfraunhofen |
Althegnenberg |
Altmannstein |
Altomünster |
Altötting |
Altusried |
Alzenau |
Amberg |
Amberg |
Amerang |
Amerdingen |
Ammerndorf |
Ammerthal |
Amorbach |
Ampfing |
Andechs |
Anger |
Ansbach |
Antdorf |
Anzing |
Apfeldorf |
Apfeltrach |
Arberg |
Aresing |
Arnbruck |
Arnschwang |
Arnstein |
Arnstorf |
Arrach |
Arzberg |
Asbach-Bäumenheim |
Ascha |
Aschaffenburg |
Aschau a.Inn |
Aschau i.Chiemgau |
Aschheim |
Aßling |
Attenhofen |
Attenkirchen |
Atting |
Au i.d.Hallertau |
Aub |
Aubstadt |
Auerbach |
Auerbach i.d.OPf. |
Aufhausen |
Aufseß |
Augsburg |
Auhausen |
Aura a.d.Saale |
Aura i.Sinngrund |
Aurach |
Aurachtal |
Außernzell |
Aying |
Aystetten

#### B
Baar (Schwaben) |
Baar-Ebenhausen |
Babenhausen |
Babensham |
Bach a.d.Donau |
Bachhagel |
Bächingen a.d.Brenz |
Bad Abbach |
Bad Aibling |
Bad Alexandersbad |
Bad Bayersoien |
Bad Berneck i.Fichtelgebirge |
Bad Birnbach |
Bad Bocklet |
Bad Brückenau |
Bad Endorf |
Bad Feilnbach |
Bad Füssing |
Bad Griesbach i.Rottal |
Bad Grönenbach |
Bad Heilbrunn |
Bad Hindelang |
Bad Kissingen |
Bad Kohlgrub |
Bad Königshofen i.Grabfeld |
Bad Kötzting |
Bad Neualbenreuth |
Bad Neustadt a.d.Saale |
Bad Reichenhall |
Bad Rodach |
Bad Staffelstein |
Bad Steben |
Bad Tölz |
Bad Wiessee |
Bad Windsheim |
Bad Wörishofen |
Baierbach |
Baierbrunn |
Baiern |
Baiersdorf |
Baisweil |
Balderschwang |
Balzhausen |
Bamberg |
Barbing |
Bärnau |
Bastheim |
Baudenbach |
Baunach |
Bayerbach |
Bayerbach b.Ergoldsbach |
Bayerisch Eisenstein |
Bayerisch Gmain |
Bayreuth |
Bayrischzell |
Bechhofen |
Bechtsrieth |
Beilngries |
Bellenberg |
Benediktbeuern |
Benningen |
Beratzhausen |
Berching |
Berchtesgaden |
Berg |
Berg |
Berg b.Neumarkt i.d.OPf. |
Berg im Gau |
Bergen |
Bergen |
Bergheim |
Bergkirchen |
Berglern |
Bergrheinfeld |
Bergtheim |
Bernau a.Chiemsee |
Bernbeuren |
Berngau |
Bernhardswald |
Bernried |
Bernried am Starnberger See |
Bessenbach |
Betzenstein |
Betzigau |
Beutelsbach |
Biberbach |
Bibertal |
Biburg |
Bichl |
Bidingen |
Biebelried |
Bieberehren |
Biessenhofen |
Bindlach |
Binswangen |
Birgland |
Birkenfeld |
Bischberg |
Bischbrunn |
Bischofsgrün |
Bischofsheim a.d.Rhön |
Bischofsmais |
Bischofswiesen |
Bissingen |
Blaibach |
Blaichach |
Blankenbach |
Blindheim |
Böbing |
Bobingen |
Böbrach |
Bockhorn |
Bodenkirchen |
Bodenmais |
Bodenwöhr |
Bodolz |
Bogen |
Böhen |
Böhmfeld |
Bolsterlang |
Bonstetten |
Boos |
Brand |
Brannenburg |
Breitbrunn |
Breitbrunn a.Chiemsee |
Breitenberg |
Breitenbrunn |
Breitenbrunn |
Breitengüßbach |
Breitenthal |
Brennberg |
Bruck |
Bruck i.d.OPf. |
Bruckberg |
Bruckberg |
Bruckmühl |
Brunn |
Brunnen |
Brunnthal |
Bubenreuth |
Bubesheim |
Buch |
Buch a.Buchrain |
Buch a.Erlbach |
Buch a.Wald |
Buchbach |
Buchbrunn |
Buchdorf |
Büchenbach |
Buchenberg |
Buchhofen |
Büchlberg |
Buchloe |
Buckenhof |
Bundorf |
Burgau |
Burgberg i.Allgäu |
Burgbernheim |
Burgebrach |
Burggen |
Burghaslach |
Burghausen |
Burgheim |
Burgkirchen a.d.Alz |
Burgkunstadt |
Burglauer |
Burglengenfeld |
Burgoberbach |
Burgpreppach |
Burgsalach |
Burgsinn |
Bürgstadt |
Burgthann |
Burgwindheim |
Burk |
Burkardroth |
Burtenbach |
Buttenheim |
Buttenwiesen |
Bütthard |
Buxheim |
Buxheim

#### C
Cadolzburg |
Castell |
Cham |
Chamerau |
Chieming |
Chiemsee |
Coburg |
Collenberg |
Colmberg |
Creußen

#### D
Dachau |
Dachsbach |
Daiting |
Dammbach |
Dasing |
Deggendorf |
Deining |
Deiningen |
Deisenhausen |
Denkendorf |
Denklingen |
Dentlein a.Forst |
Dettelbach |
Deuerling |
Diebach |
Diedorf |
Diespeck |
Dießen am Ammersee |
Dietenhofen |
Dietersburg |
Dietersheim |
Dieterskirchen |
Dietfurt a.d.Altmühl |
Dietmannsried |
Dietramszell |
Dillingen a.d.Donau |
Dingolfing |
Dingolshausen |
Dinkelsbühl |
Dinkelscherben |
Dirlewang |
Dittelbrunn |
Dittenheim |
Döhlau |
Dollnstein |
Dombühl |
Donaustauf |
Donauwörth |
Donnersdorf |
Dorfen |
Dörfles-Esbach |
Dorfprozelten |
Dormitz |
Drachselsried |
Duggendorf |
Durach |
Dürrlauingen |
Dürrwangen

#### E
Ebelsbach |
Ebensfeld |
Eberfing |
Ebermannsdorf |
Ebermannstadt |
Ebern |
Ebersberg |
Ebersdorf b.Coburg |
Ebershausen |
Ebnath |
Ebrach |
Eching |
Eching |
Eching am Ammersee |
Eckental |
Eckersdorf |
Edelsfeld |
Ederheim |
Edling |
Effeltrich |
Egenhofen |
Egg a.d.Günz |
Eggenfelden |
Eggenthal |
Egglham |
Egglkofen |
Eggolsheim |
Eggstätt |
Eging a.See |
Eglfing |
Egling an der Paar |
Egling |
Egloffstein |
Egmating |
Egweil |
Ehekirchen |
Ehingen |
Ehingen |
Ehingen a.Ries |
Eibelstadt |
Eichenau |
Eichenbühl |
Eichendorf |
Eichstätt |
Eiselfing |
Eisenberg |
Eisenheim |
Eisingen |
Eitensheim |
Eitting |
Elchingen |
Elfershausen |
Ellgau |
Ellingen |
Ellzee |
Elsendorf |
Elsenfeld |
Eltmann |
Emersacker |
Emmering |
Emmering |
Emmerting |
Emskirchen |
Emtmannsberg |
Engelsberg |
Engelthal |
Ensdorf |
Eppenschlag |
Eppishausen |
Erbendorf |
Erding |
Erdweg |
Eresing |
Ergersheim |
Ergolding |
Ergoldsbach |
Erharting |
Ering |
Erkheim |
Erlabrunn |
Erlangen |
Erlbach |
Erlenbach a.Main |
Erlenbach b.Marktheidenfeld |
Ermershausen |
Ernsgaden |
Eschau |
Eschenbach i.d.OPf. |
Eschenlohe |
Eschlkam |
Eslarn |
Esselbach |
Essenbach |
Essing |
Estenfeld |
Ettal |
Ettenstatt |
Ettringen |
Etzelwang |
Etzenricht |
Euerbach |
Euerdorf |
Eurasburg |
Eurasburg |
Eußenheim

#### F
Fahrenzhausen |
Falkenberg |
Falkenberg |
Falkenfels |
Falkenstein |
Farchant |
Faulbach |
Feichten a.d.Alz |
Feilitzsch |
Feldafing |
Feldkirchen |
Feldkirchen |
Feldkirchen-Westerham |
Fellen |
Fellheim |
Fensterbach |
Feucht |
Feuchtwangen |
Fichtelberg |
Finning |
Finningen |
Finsing |
Fischach |
Fischbachau |
Fischen i.Allgäu |
Flachslanden |
Fladungen |
Flintsbach a.Inn |
Floß |
Flossenbürg |
Forchheim |
Forheim |
Forstern |
Forstinning |
Frammersbach |
Frankenwinheim |
Frasdorf |
Frauenau |
Frauenneuharting |
Fraunberg |
Freihung |
Freilassing |
Freising |
Fremdingen |
Frensdorf |
Freudenberg |
Freystadt |
Freyung |
Frickenhausen a.Main |
Fridolfing |
Friedberg |
Friedenfels |
Friesenried |
Frontenhausen |
Fuchsmühl |
Fuchsstadt |
Fuchstal |
Fünfstetten |
Fürsteneck |
Fürstenfeldbruck |
Fürstenstein |
Fürstenzell |
Furth |
Furth im Wald |
Fürth |
Füssen

#### G
Gablingen |
Gachenbach |
Gädheim |
Gaimersheim |
Gaißach |
Gallmersgarten |
Gammelsdorf |
Gangkofen |
Garching a.d.Alz |
Garching b.München |
Garmisch-Partenkirchen |
Gars a.Inn |
Gattendorf |
Gaukönigshofen |
Gauting |
Gebenbach |
Gebsattel |
Gefrees |
Geiersthal |
Geiselbach |
Geiselhöring |
Geiselwind |
Geisenfeld |
Geisenhausen |
Gelchsheim |
Geldersheim |
Geltendorf |
Gemünden a.Main |
Genderkingen |
Georgenberg |
Georgensgmünd |
Gerach |
Geratskirchen |
Gerbrunn |
Geretsried |
Gerhardshofen |
Germaringen |
Germering |
Geroda |
Geroldsgrün |
Geroldshausen |
Gerolfingen |
Gerolsbach |
Gerolzhofen |
Gersthofen |
Gerzen |
Gesees |
Geslau |
Gessertshausen |
Gestratz |
Giebelstadt |
Gilching |
Glashütten |
Glattbach |
Gleiritsch |
Gleißenberg |
Glonn |
Glött |
Gmund a.Tegernsee |
Gnotzheim |
Gochsheim |
Goldbach |
Goldkronach |
Gollhofen |
Görisried |
Gössenheim |
Gößweinstein |
Gotteszell |
Gottfrieding |
Graben |
Grabenstätt |
Gräfelfing |
Grafenau |
Gräfenberg |
Gräfendorf |
Grafengehaig |
Grafenrheinfeld |
Grafenwiesen |
Grafenwöhr |
Grafing b.München |
Grafling |
Grafrath |
Grainau |
Grainet |
Grasbrunn |
Grassau |
Grattersdorf |
Greding |
Greifenberg |
Greiling |
Gremsdorf |
Grettstadt |
Greußenheim |
Griesstätt |
Gröbenzell |
Großaitingen |
Großbardorf |
Großeibstadt |
Großenseebach |
Großhabersdorf |
Großheirath |
Großheubach |
Großkarolinenfeld |
Großlangheim |
Großmehring |
Großostheim |
Großwallstadt |
Großweil |
Grub a.Forst |
Grünenbach |
Grünwald |
Gstadt a.Chiemsee |
Gundelfingen a.d.Donau |
Gundelsheim |
Gundremmingen |
Güntersleben |
Günzach |
Günzburg |
Gunzenhausen |
Guteneck |
Gutenstetten |
Guttenberg

#### H
Haag |
Haag a.d.Amper |
Haag i.OB |
Haar |
Haarbach |
Habach |
Hafenlohr |
Hagelstadt |
Hagenbüchach |
Hahnbach |
Haibach |
Haibach |
Haidmühle |
Haimhausen |
Haiming |
Hainsfarth |
Halblech |
Haldenwang |
Haldenwang |
Halfing |
Hallbergmoos |
Hallerndorf |
Hallstadt |
Halsbach |
Hammelburg |
Happurg |
Harburg (Schwaben) |
Harsdorf |
Hartenstein |
Haselbach |
Hasloch |
Haßfurt |
Hattenhofen |
Haundorf |
Haunsheim |
Hausen |
Hausen |
Hausen |
Hausen |
Hausen b.Würzburg |
Hausham |
Hauzenberg |
Hawangen |
Hebertsfelden |
Hebertshausen |
Heideck |
Heidenheim |
Heigenbrücken |
Heiligenstadt i.OFr. |
Heilsbronn |
Heimbuchenthal |
Heimenkirch |
Heimertingen |
Heinersreuth |
Heinrichsthal |
Heldenstein |
Helmbrechts |
Helmstadt |
Hemau |
Hemhofen |
Hemmersheim |
Hendungen |
Henfenfeld |
Hengersberg |
Hepberg |
Herbstadt |
Heretsried |
Hergatz |
Hergensweiler |
Heroldsbach |
Heroldsberg |
Herrieden |
Herrngiersdorf |
Herrsching a.Ammersee |
Hersbruck |
Herzogenaurach |
Heßdorf |
Hettenshausen |
Hettstadt |
Hetzles |
Heustreu |
Hilgertshausen-Tandern |
Hilpoltstein |
Hiltenfingen |
Hiltpoltstein |
Himmelkron |
Himmelstadt |
Hinterschmiding |
Hirschaid |
Hirschau |
Hirschbach |
Hitzhofen |
Höchberg |
Höchheim |
Hochstadt a.Main |
Höchstadt a.d.Aisch |
Höchstädt a.d.Donau |
Höchstädt i.Fichtelgebirge |
Hof (Saale) |
Hofheim i.UFr. |
Hofkirchen |
Hofstetten |
Hohenaltheim |
Hohenau |
Hohenberg a.d.Eger |
Hohenbrunn |
Hohenburg |
Hohenfels |
Hohenfurch |
Hohenkammer |
Höhenkirchen-Siegertsbrunn |
Hohenlinden |
Hohenpeißenberg |
Hohenpolding |
Hohenroth |
Hohenthann |
Hohenwart |
Hohenwarth |
Hollenbach |
Hollfeld |
Hollstadt |
Holzgünz |
Holzheim |
Holzheim |
Holzheim |
Holzheim a.Forst |
Holzkirchen |
Holzkirchen |
Hopferau |
Horgau |
Hörgertshausen |
Hösbach |
Höslwang |
Höttingen |
Huglfing |
Huisheim |
Hummeltal |
Hunderdorf |
Hunding |
Hurlach |
Hutthurm

#### I
Ichenhausen |
Icking |
Iffeldorf |
Igensdorf |
Iggensbach |
Igling |
Ihrlerstein |
Illertissen |
Illesheim |
Illschwang |
Ilmmünster |
Immenreuth |
Immenstadt i.Allgäu |
Inchenhofen |
Ingenried |
Ingolstadt |
Innernzell |
Inning a.Ammersee |
Inning a.Holz |
Insingen |
Inzell |
Iphofen |
Ippesheim |
Ipsheim |
Irchenrieth |
Irlbach |
Irschenberg |
Irsee |
Isen |
Ismaning |
Issigau |
Itzgrund

#### J
Jachenau |
Jandelsbrunn |
Jengen |
Jesenwang |
Jettenbach |
Jettingen-Scheppach |
Jetzendorf |
Johannesberg |
Johanniskirchen |
Julbach

#### K
Kahl a.Main |
Kaisheim |
Kalchreuth |
Kallmünz |
Kaltental |
Kammeltal |
Kammerstein |
Kammlach |
Karbach |
Karlsfeld |
Karlshuld |
Karlskron |
Karlstadt |
Karlstein a.Main |
Karsbach |
Kasendorf |
Kastl |
Kastl |
Kastl |
Kaufbeuren |
Kaufering |
Kelheim |
Kellmünz a.d.Iller |
Kemmern |
Kemnath |
Kempten |
Kettershausen |
Kiefersfelden |
Kienberg |
Kinding |
Kinsau |
Kipfenberg |
Kirchanschöring |
Kirchberg |
Kirchberg i.Wald |
Kirchdorf |
Kirchdorf |
Kirchdorf a.Inn |
Kirchdorf a.d.Amper |
Kirchdorf i.Wald |
Kirchehrenbach |
Kirchendemenreuth |
Kirchenlamitz |
Kirchenpingarten |
Kirchensittenbach |
Kirchenthumbach |
Kirchham |
Kirchhaslach |
Kirchheim |
Kirchheim b.München |
Kirchheim i.Schw. |
Kirchlauter |
Kirchroth |
Kirchseeon |
Kirchweidach |
Kirchzell |
Kissing |
Kist |
Kitzingen |
Kleinaitingen |
Kleinheubach |
Kleinkahl |
Kleinlangheim |
Kleinostheim |
Kleinrinderfeld |
Kleinsendelbach |
Kleinwallstadt |
Klingenberg a.Main |
Klosterlechfeld |
Knetzgau |
Kochel a.See |
Köditz |
Ködnitz |
Köfering |
Kohlberg |
Kolbermoor |
Kolitzheim |
Kollnburg |
Königsberg i.Bay. |
Königsbrunn |
Königsdorf |
Königsfeld |
Königsmoos |
Königstein |
Konnersreuth |
Konradsreuth |
Konzell |
Kösching |
Kößlarn |
Kottgeisering |
Kötz |
Kraftisried |
Kraiburg a.Inn |
Krailling |
Kranzberg |
Kreuth |
Kreuzwertheim |
Krombach |
Kronach |
Kronburg |
Kröning |
Krumbach (Schwaben) |
Krummennaab |
Krün |
Kühbach |
Kühlenthal |
Kulmain |
Kulmbach |
Kumhausen |
Kümmersbruck |
Kunreuth |
Künzing |
Kupferberg |
Küps |
Kürnach |
Kutzenhausen

#### L
Laaber |
Laberweinting |
Lachen |
Lalling |
Lam |
Lamerdingen |
Landau a.d.Isar |
Landensberg |
Landsberg am Lech |
Landsberied |
Landshut |
Langdorf |
Langenaltheim |
Langenbach |
Langenfeld |
Langenmosen |
Langenneufnach |
Langenpreising |
Langensendelbach |
Langenzenn |
Langerringen |
Langfurth |
Langquaid |
Langweid a.Lech |
Lappersdorf |
Lauben |
Lauben |
Laudenbach |
Lauf a.d.Pegnitz |
Laufach |
Laufen |
Laugna |
Lauingen (Donau) |
Lauter |
Lauterhofen |
Lautertal |
Lautrach |
Lechbruck am See |
Legau |
Lehrberg |
Leiblfing |
Leidersbach |
Leinach |
Leinburg |
Leipheim |
Lengdorf |
Lengenwang |
Lenggries |
Lenting |
Leonberg |
Leuchtenberg |
Leupoldsgrün |
Leutenbach |
Leutershausen |
Lichtenau |
Lichtenberg |
Lichtenfels |
Lindau (Bodensee) |
Lindberg |
Lindenberg i.Allgäu |
Lisberg |
Litzendorf |
Lohberg |
Lohkirchen |
Lohr a.Main |
Loiching |
Loitzendorf |
Lonnerstadt |
Ludwigschorgast |
Ludwigsstadt |
Luhe-Wildenau |
Lülsfeld |
Lupburg |
Lutzingen

#### M
Mähring |
Maierhöfen |
Maihingen |
Mainaschaff |
Mainbernheim |
Mainburg |
Mainleus |
Mainstockheim |
Maisach |
Maitenbeth |
Malching |
Malgersdorf |
Mallersdorf-Pfaffenberg |
Mammendorf |
Mamming |
Manching |
Mantel |
Margetshöchheim |
Mariaposching |
Marklkofen |
Markt Berolzheim |
Markt Bibart |
Markt Einersheim |
Markt Erlbach |
Markt Indersdorf |
Markt Nordheim |
Markt Rettenbach |
Markt Schwaben |
Markt Taschendorf |
Markt Wald |
Marktbergel |
Marktbreit |
Marktgraitz |
Marktheidenfeld |
Marktl |
Marktleugast |
Marktleuthen |
Marktoberdorf |
Marktoffingen |
Marktredwitz |
Marktrodach |
Marktschellenberg |
Marktschorgast |
Marktsteft |
Marktzeuln |
Marloffstein |
Maroldsweisach |
Marquartstein |
Martinsheim |
Marxheim |
Marzling |
Maßbach |
Massing |
Mauern |
Mauerstetten |
Mauth |
Maxhütte-Haidhof |
Medlingen |
Meeder |
Megesheim |
Mehlmeisel |
Mehring |
Meinheim |
Meitingen |
Mellrichstadt |
Memmelsdorf |
Memmingen |
Memmingerberg |
Mengkofen |
Merching |
Mering |
Merkendorf |
Mertingen |
Mespelbrunn |
Metten |
Mettenheim |
Michelau i.Steigerwald |
Michelau i.OFr. |
Michelsneukirchen |
Mickhausen |
Miesbach |
Miltach |
Miltenberg |
Mindelheim |
Mindelstetten |
Mintraching |
Missen-Wilhams |
Mistelbach |
Mistelgau |
Mitteleschenbach |
Mittelneufnach |
Mittelsinn |
Mittelstetten |
Mittenwald |
Mitterfels |
Mitterskirchen |
Mitterteich |
Mitwitz |
Mödingen |
Möhrendorf |
Mömbris |
Mömlingen |
Mönchberg |
Mönchsdeggingen |
Mönchsroth |
Monheim |
Moorenweis |
Moos |
Moosach |
Moosbach |
Moosburg a.d.Isar |
Moosinning |
Moosthenning |
Mörnsheim |
Motten |
Möttingen |
Mötzing |
Mühldorf a.Inn |
Mühlhausen |
Mühlhausen |
Muhr a.See |
Münchberg |
München |
Münchsmünster |
Münchsteinach |
Münnerstadt |
Munningen |
Münsing |
Münster |
Münsterhausen |
Murnau am Staffelsee

#### N
Nabburg |
Nagel |
Naila |
Nandlstadt |
Nassenfels |
Nennslingen |
Nersingen |
Nesselwang |
Neubeuern |
Neubiberg |
Neubrunn |
Neuburg a.Inn |
Neuburg a.d.Donau |
Neuburg a.d.Kammel |
Neuching |
Neudrossenfeld |
Neuendettelsau |
Neuendorf |
Neuenmarkt |
Neufahrn b.Freising |
Neufahrn i.NB |
Neufraunhofen |
Neuhaus a.Inn |
Neuhaus a.d.Pegnitz |
Neuhof a.d.Zenn |
Neuhütten |
Neukirchen |
Neukirchen b.Sulzbach-Rosenberg |
Neukirchen b.Hl.Blut |
Neukirchen vorm Wald |
Neukirchen-Balbini |
Neumarkt i.d.OPf. |
Neumarkt-Sankt Veit |
Neunburg vorm Wald |
Neunkirchen |
Neunkirchen a.Brand |
Neunkirchen a.Sand |
Neuötting |
Neureichenau |
Neuried |
Neusäß |
Neuschönau |
Neusitz |
Neusorg |
Neustadt am Kulm |
Neustadt a.Main |
Neustadt a.d.Aisch |
Neustadt a.d.Donau |
Neustadt a.d.Waldnaab |
Neustadt b.Coburg |
Neutraubling |
Neu-Ulm |
Niederaichbach |
Niederalteich |
Niederbergkirchen |
Niederfüllbach |
Niederlauer |
Niedermurach |
Niedernberg |
Niederrieden |
Niederschönenfeld |
Niedertaufkirchen |
Niederviehbach |
Niederwerrn |
Niederwinkling |
Nittenau |
Nittendorf |
Nonnenhorn |
Nordendorf |
Nordhalben |
Nordheim a.Main |
Nordheim v.d.Rhön |
Nördlingen |
Nüdlingen |
Nürnberg |
Nußdorf |
Nußdorf a.Inn

#### O
Oberammergau |
Oberasbach |
Oberau |
Oberaudorf |
Oberaurach |
Oberbergkirchen |
Oberdachstetten |
Oberding |
Oberdolling |
Oberelsbach |
Obergriesbach |
Obergünzburg |
Oberhaching |
Oberhaid |
Oberhausen |
Oberhausen |
Oberickelsheim |
Oberkotzau |
Oberleichtersbach |
Obermaiselstein |
Obermeitingen |
Obermichelbach |
Obernbreit |
Obernburg a.Main |
Oberndorf a.Lech |
Oberneukirchen |
Obernzell |
Obernzenn |
Oberostendorf |
Oberottmarshausen |
Oberpframmern |
Oberpleichfeld |
Oberpöring |
Oberreichenbach |
Oberreute |
Oberrieden |
Oberroth |
Oberscheinfeld |
Oberschleißheim |
Oberschneiding |
Oberschönegg |
Oberschwarzach |
Oberschweinbach |
Obersinn |
Obersöchering |
Oberstaufen |
Oberstdorf |
Oberstreu |
Obersüßbach |
Obertaufkirchen |
Oberthulba |
Obertraubling |
Obertrubach |
Oberviechtach |
Obing |
Ochsenfurt |
Odelzhausen |
Oerlenbach |
Oettingen i.Bay. |
Offenberg |
Offenhausen |
Offingen |
Ofterschwang |
Ohlstadt |
Ohrenbach |
Olching |
Opfenbach |
Ornbau |
Ortenburg |
Osterberg |
Osterhofen |
Osterzell |
Ostheim v.d.Rhön |
Ottenhofen |
Ottensoos |
Otterfing |
Otting |
Ottobeuren |
Ottobrunn |
Otzing |
Oy-Mittelberg

#### P
Pähl |
Painten |
Palling |
Pappenheim |
Parkstein |
Parkstetten |
Parsberg |
Partenstein |
Passau |
Pastetten |
Patersdorf |
Paunzhausen |
Pechbrunn |
Pegnitz |
Peißenberg |
Peiting |
Pemfling |
Pentling |
Penzberg |
Penzing |
Perach |
Perasdorf |
Perkam |
Perlesreut |
Petersaurach |
Petersdorf |
Petershausen |
Pettendorf |
Petting |
Pettstadt |
Pfaffenhausen |
Pfaffenhofen a.d.Glonn |
Pfaffenhofen a.d.Ilm |
Pfaffenhofen a.d.Roth |
Pfaffing |
Pfakofen |
Pfarrkirchen |
Pfarrweisach |
Pfatter |
Pfeffenhausen |
Pfofeld |
Pförring |
Pforzen |
Pfreimd |
Pfronten |
Philippsreut |
Piding |
Pielenhofen |
Pilsach |
Pilsting |
Pinzberg |
Pirk |
Pittenhart |
Planegg |
Plankenfels |
Plattling |
Plech |
Pleinfeld |
Pleiskirchen |
Pleß |
Pleystein |
Pliening |
Plößberg |
Pocking |
Pöcking |
Poing |
Pollenfeld |
Polling |
Polling |
Polsingen |
Pommelsbrunn |
Pommersfelden |
Poppenhausen |
Poppenricht |
Pörnbach |
Pösing |
Postau |
Postbauer-Heng |
Postmünster |
Pottenstein |
Pöttmes |
Poxdorf |
Prackenbach |
Prebitz |
Prem |
Pressath |
Presseck |
Pressig |
Pretzfeld |
Prichsenstadt |
Prien a.Chiemsee |
Priesendorf |
Prittriching |
Prosselsheim |
Prutting |
Püchersreuth |
Puchheim |
Pullach i.Isartal |
Pullenreuth |
Pürgen |
Puschendorf |
Putzbrunn |
Pyrbaum

#### R
Rain |
Rain |
Raisting |
Raitenbuch |
Ramerberg |
Rammingen |
Ramsau bei Berchtesgaden |
Ramsthal |
Randersacker |
Rannungen |
Rattelsdorf |
Rattenberg |
Rattenkirchen |
Rattiszell |
Raubling |
Rauhenebrach |
Rechtenbach |
Rechtmehring |
Reckendorf |
Rednitzhembach |
Redwitz a.d.Rodach |
Regen |
Regensburg |
Regenstauf |
Regnitzlosau |
Rehau |
Rehling |
Reichenbach |
Reichenbach |
Reichenberg |
Reichenschwand |
Reichersbeuern |
Reichertshausen |
Reichertsheim |
Reichertshofen |
Reichling |
Reimlingen |
Reisbach |
Reischach |
Reit im Winkl |
Remlingen |
Rennertshofen |
Rentweinsdorf |
Rettenbach |
Rettenbach |
Rettenbach am Auerberg |
Rettenberg |
Retzstadt |
Reut |
Reuth bei Erbendorf |
Ried |
Riedbach |
Rieden |
Rieden |
Rieden am Forggensee |
Riedenberg |
Riedenburg |
Riedenheim |
Riedering |
Riegsee |
Riekofen |
Rieneck |
Rimbach |
Rimbach |
Rimpar |
Rimsting |
Rinchnach |
Ringelai |
Röckingen |
Rödelmaier |
Rödelsee |
Roden |
Rödental |
Roding |
Röfingen |
Roggenburg |
Rögling |
Rohr |
Rohr i.NB |
Rohrbach |
Rohrdorf |
Rohrenfels |
Röhrmoos |
Röhrnbach |
Röllbach |
Ronsberg |
Rosenheim |
Röslau |
Roßbach |
Roßhaupten |
Roßtal |
Roth |
Röthenbach (Allgäu) |
Röthenbach a.d.Pegnitz |
Rothenbuch |
Rothenburg ob der Tauber |
Rothenfels |
Röthlein |
Rott |
Rott a.Inn |
Rottach-Egern |
Röttenbach |
Röttenbach |
Rottenbuch |
Rottenburg a.d.Laaber |
Rottendorf |
Rotthalmünster |
Röttingen |
Rötz |
Rückersdorf |
Rückholz |
Rudelzhausen |
Rüdenau |
Rüdenhausen |
Ruderatshofen |
Ruderting |
Rugendorf |
Rügland |
Ruhmannsfelden |
Ruhpolding |
Ruhstorf a.d.Rott |
Runding

#### S
Saal a.d.Donau |
Saal a.d.Saale |
Saaldorf-Surheim |
Sachsen b.Ansbach |
Sachsenkam |
Sailauf |
Salching |
Saldenburg |
Salgen |
Salz |
Salzweg |
Samerberg |
Sand a.Main |
Sandberg |
Sankt Englmar |
Sankt Oswald-Riedlhütte |
Sankt Wolfgang |
Sauerlach |
Saulgrub |
Schäftlarn |
Schalkham |
Schauenstein |
Schaufling |
Schechen |
Scheidegg |
Scheinfeld |
Schernfeld |
Scherstetten |
Scheßlitz |
Scheuring |
Scheyern |
Schierling |
Schillingsfürst |
Schiltberg |
Schirmitz |
Schirnding |
Schlammersdorf |
Schleching |
Schlehdorf |
Schliersee |
Schlüsselfeld |
Schmidgaden |
Schmidmühlen |
Schmiechen |
Schnabelwaid |
Schnaitsee |
Schnaittach |
Schnaittenbach |
Schneckenlohe |
Schneeberg |
Schneizlreuth |
Schnelldorf |
Schöfweg |
Schollbrunn |
Schöllkrippen |
Schöllnach |
Schönau |
Schönau am Königssee |
Schönau a.d.Brend |
Schönberg |
Schönberg |
Schönbrunn i.Steigerwald |
Schondorf am Ammersee |
Schondra |
Schongau |
Schöngeising |
Schönsee |
Schonstett |
Schönthal |
Schonungen |
Schönwald |
Schopfloch |
Schorndorf |
Schrobenhausen |
Schwabach |
Schwabbruck |
Schwabhausen |
Schwabmünchen |
Schwabsoien |
Schwaig b.Nürnberg |
Schwaigen |
Schwandorf |
Schwanfeld |
Schwangau |
Schwanstetten |
Schwarzach |
Schwarzach a.Main |
Schwarzach b.Nabburg |
Schwarzenbach |
Schwarzenbach a.Wald |
Schwarzenbach a.d.Saale |
Schwarzenbruck |
Schwarzenfeld |
Schwarzhofen |
Schwebheim |
Schweinfurt |
Schweitenkirchen |
Schwenningen |
Schwifting |
Schwindegg |
Seefeld |
Seeg |
Seehausen am Staffelsee |
Seeon-Seebruck |
Seeshaupt |
Segnitz |
Seinsheim |
Selb |
Selbitz |
Senden |
Sengenthal |
Sennfeld |
Seßlach |
Seubersdorf i.d.OPf. |
Seukendorf |
Seybothenreuth |
Siegenburg |
Siegsdorf |
Sielenbach |
Sigmarszell |
Simbach |
Simbach a.Inn |
Simmelsdorf |
Simmershofen |
Sindelsdorf |
Sinzing |
Söchtenau |
Solnhofen |
Sommerach |
Sommerhausen |
Sommerkahl |
Sonderhofen |
Sondheim v.d.Rhön |
Sonnefeld |
Sonnen |
Sontheim |
Sonthofen |
Soyen |
Spalt |
Spardorf |
Sparneck |
Spatzenhausen |
Speichersdorf |
Speinshart |
Spiegelau |
Stadelhofen |
Stadlern |
Stadtbergen |
Stadtlauringen |
Stadtprozelten |
Stadtsteinach |
Stallwang |
Stammbach |
Stammham |
Stammham |
Stamsried |
Starnberg |
Staudach-Egerndach |
Stegaurach |
Stein |
Steinach |
Steinbach a.Wald |
Steinberg am See |
Steindorf |
Steinfeld |
Steingaden |
Steinhöring |
Steinkirchen |
Steinsfeld |
Steinwiesen |
Stephanskirchen |
Stephansposching |
Stetten |
Stettfeld |
Stiefenhofen |
Stockheim |
Stockheim |
Stockstadt a.Main |
Störnstein |
Stötten am Auerberg |
Stöttwang |
Strahlungen |
Straßkirchen |
Straßlach-Dingharting |
Straubing |
Strullendorf |
Stubenberg |
Stulln |
Sugenheim |
Sulzbach a.Main |
Sulzbach-Rosenberg |
Sulzberg |
Sulzdorf a.d.Lederhecke |
Sulzemoos |
Sulzfeld |
Sulzfeld a.Main |
Sulzheim |
Sulzthal |
Sünching |
Surberg |
Syrgenstein

#### T
Tacherting |
Taching a.See |
Tagmersheim |
Tann |
Tännesberg |
Tapfheim |
Tauberrettersheim |
Taufkirchen |
Taufkirchen |
Taufkirchen (Vils) |
Tegernheim |
Tegernsee |
Teisendorf |
Teising |
Teisnach |
Tettau |
Tettenweis |
Teublitz |
Teugn |
Teunz |
Teuschnitz |
Thaining |
Thalmassing |
Thalmässing |
Thannhausen |
Thanstein |
Theilenhofen |
Theilheim |
Theisseil |
Theres |
Thierhaupten |
Thiersheim |
Thierstein |
Thundorf i.UFr. |
Thüngen |
Thüngersheim |
Thurmansbang |
Thurnau |
Thyrnau |
Tiefenbach |
Tiefenbach |
Tiefenbach |
Tirschenreuth |
Titting |
Tittling |
Tittmoning |
Todtenweis |
Töging a.Inn |
Töpen |
Trabitz |
Train |
Traitsching |
Trappstadt |
Traunreut |
Traunstein |
Trausnitz |
Trautskirchen |
Trebgast |
Treffelstein |
Treuchtlingen |
Triefenstein |
Triftern |
Trogen |
Tröstau |
Trostberg |
Trunkelsberg |
Tschirn |
Tuchenbach |
Tuntenhausen |
Türkenfeld |
Türkheim |
Tussenhausen |
Tüßling |
Tutzing |
Tyrlaching

#### U
Übersee |
Üchtelhausen |
Uehlfeld |
Uettingen |
Uffenheim |
Uffing am Staffelsee |
Ungerhausen |
Unsleben |
Unterammergau |
Unterdießen |
Unterdietfurt |
Unteregg |
Unterföhring |
Untergriesbach |
Unterhaching |
Unterleinleiter |
Untermeitingen |
Untermerzbach |
Unterneukirchen |
Unterpleichfeld |
Unterreit |
Unterroth |
Unterschleißheim |
Unterschwaningen |
Untersiemau |
Untersteinach |
Unterthingau |
Unterwössen |
Untrasried |
Ursberg |
Ursensollen |
Urspringen |
Ustersbach |
Uttenreuth |
Utting am Ammersee

#### V
Vachendorf |
Valley |
Vaterstetten |
Veitsbronn |
Veitshöchheim |
Velburg |
Velden |
Velden |
Vestenbergsgreuth |
Viechtach |
Viereth-Trunstadt |
Vierkirchen |
Vilgertshofen |
Villenbach |
Vilsbiburg |
Vilseck |
Vilsheim |
Vilshofen an der Donau |
Vogtareuth |
Vohburg a.d.Donau |
Vohenstrauß |
Vöhringen |
Volkach |
Volkenschwand |
Vorbach |
Vorra

#### W
Waakirchen |
Waal (Schwaben) |
Wachenroth |
Wackersberg |
Wackersdorf |
Waffenbrunn |
Waging a.See |
Waidhaus |
Waidhofen |
Waigolshausen |
Waischenfeld |
Wald |
Wald |
Waldaschaff |
Waldbrunn |
Waldbüttelbrunn |
Walderbach |
Waldershof |
Waldkirchen |
Waldkraiburg |
Waldmünchen |
Waldsassen |
Waldstetten |
Waldthurn |
Walkertshofen |
Wallenfels |
Wallerfing |
Wallersdorf |
Wallerstein |
Wallgau |
Walpertskirchen |
Walsdorf |
Waltenhausen |
Waltenhofen |
Walting |
Wang |
Warmensteinach |
Warngau |
Wartenberg |
Wartmannsroth |
Wasserburg (Bodensee) |
Wasserburg a.Inn |
Wasserlosen |
Wassertrüdingen |
Wattendorf |
Wechingen |
Wegscheid |
Wehringen |
Weibersbrunn |
Weichering |
Weichs |
Weiden i.d.OPf. |
Weidenbach |
Weidenberg |
Weidhausen b.Coburg |
Weiding |
Weiding |
Weigendorf |
Weigenheim |
Weihenzell |
Weiherhammer |
Weihmichl |
Weil |
Weilbach |
Weilersbach |
Weiler-Simmerberg |
Weilheim |
Weiltingen |
Weisendorf |
Weismain |
Weißdorf |
Weißenbrunn |
Weißenburg i.Bay. |
Weißenhorn |
Weißenohe |
Weißensberg |
Weißenstadt |
Weitnau |
Weitramsdorf |
Welden |
Wellheim |
Wemding |
Wendelstein |
Weng |
Wenzenbach |
Wernberg-Köblitz |
Werneck |
Wertach |
Wertingen |
Weßling |
Wessobrunn |
Westendorf |
Westendorf |
Westerheim |
Westerngrund |
Westheim |
Wettringen |
Wettstetten |
Weyarn |
Wiedergeltingen |
Wielenbach |
Wiesau |
Wiesen |
Wiesenbach |
Wiesenbronn |
Wiesenfelden |
Wiesent |
Wiesenthau |
Wiesentheid |
Wiesenttal |
Wieseth |
Wiesthal |
Wiggensbach |
Wilburgstetten |
Wildenberg |
Wildflecken |
Wildpoldsried |
Wildsteig |
Wilhelmsdorf |
Wilhelmsthal |
Wilhermsdorf |
Willanzheim |
Willmars |
Willmering |
Windach |
Windberg |
Windelsbach |
Windischeschenbach |
Windorf |
Windsbach |
Winhöring |
Winkelhaid |
Winklarn |
Winterbach |
Winterhausen |
Winterrieden |
Winzer |
Wipfeld |
Wirsberg |
Wittelshofen |
Wittibreut |
Wittislingen |
Witzmannsberg |
Wolfersdorf |
Wolferstadt |
Wolfertschwenden |
Wolframs-Eschenbach |
Wolfratshausen |
Wolfsegg |
Wollbach |
Wolnzach |
Wonfurt |
Wonneberg |
Wonsees |
Woringen |
Wörnitz |
Wörth |
Wörth a.Main |
Wörth a.d.Donau |
Wörth a.d.Isar |
Wörthsee |
Wülfershausen a.d.Saale |
Wunsiedel |
Wurmannsquick |
Wurmsham |
Würzburg

#### Z
Zachenberg |
Zandt |
Zangberg |
Zapfendorf |
Zeil a.Main |
Zeilarn |
Zeitlarn |
Zeitlofs |
Zell |
Zell a.Main |
Zell im Fichtelgebirge |
Zellingen |
Zenting |
Ziemetshausen |
Ziertheim |
Zirndorf |
Zolling |
Zorneding |
Zöschingen |
Zusamaltheim |
Zusmarshausen |
Zwiesel |

### Gemeindefreie Gebiete

#### Mittelfranken

##### Landkreis Ansbach
Unterer Wald

##### Landkreis Erlangen-Höchstadt
Birkach |
Buckenhofer Forst |
Dormitzer Forst |
Erlenstegener Forst |
Forst Tennenlohe |
Geschaidt |
Kalchreuther Forst |
Kraftshofer Forst |
Mark |
Neunhofer Forst

##### Landkreis Nürnberger Land
Behringersdorfer Forst |
Brunn |
Engelthaler Forst |
Feuchter Forst |
Fischbach |
Forsthof |
Günthersbühler Forst |
Laufamholzer Forst |
Rückersdorfer Forst |
Schönberg |
Winkelhaid |
Zerzabelshofer Forst

##### Landkreis Neustadt an der Aisch-Bad Windsheim
Osing

##### Landkreis Roth
Abenberger Wald |
Dechenwald |
Forst Kleinschwarzenlohe |
Heidenberg |
Soos

#### Oberbayern

##### Landkreis Bad Tölz-Wolfratshausen
Pupplinger Au |
Wolfratshauser Forst

##### Landkreis Berchtesgadener Land
Eck |
Schellenberger Forst

##### Landkreis Ebersberg
Anzinger Forst |
Ebersberger Forst |
Eglhartinger Forst

##### Landkreis Eichstätt
Haunstetter Forst

##### Landkreis Garmisch-Partenkirchen
Ettaler Forst

##### Landkreis Landsberg am Lech
Ammersee

##### Landkreis Mühldorf am Inn
Mühldorfer Hart

##### Landkreis München
Forstenrieder Park |
Grünwalder Forst |
Perlacher Forst

##### Landkreis Rosenheim
Rotter Forst-Nord |
Rotter Forst-Süd

##### Landkreis Starnberg
Starnberger See

##### Landkreis Traunstein
Chiemsee |
Waginger See

#### Oberfranken

##### Landkreis Bamberg
Ebracher Forst |
Eichwald |
Geisberger Forst |
Hauptsmoor |
Koppenwinder Forst |
Lindach |
Semberg |
Steinachsrangen |
Winkelhofer Forst |
Zückshuter Forst

##### Landkreis Bayreuth
Bischofsgrüner Forst |
Fichtelberg |
Forst Neustädtlein am Forst |
Glashüttener Forst |
Heinersreuther Forst |
Langweiler Wald |
Lindenhardter Forst-Nordwest |
Neubauer Forst-Nord |
Prüll |
Veldensteiner Forst |
Waidacher Forst |
Warmensteinacher Forst-Nord

##### Landkreis Coburg
Callenberger Forst-West |
Köllnholz

##### Landkreis Hof
Forst Schwarzenbach am Wald |
Geroldsgrüner Forst |
Martinlamitzer Forst-Nord

##### Landkreis Kronach
Birnbaum |
Langenbacher Forst

##### Landkreis Lichtenfels
Breitengüßbacher Forst |
Neuensorger Forst

##### Landkreis Wunsiedel im Fichtelgebirge
Martinlamitzer Forst-Süd |
Neubauer Forst-Süd |
Tröstauer Forst-Ost |
Tröstauer Forst-West |
Vordorfer Forst

#### Oberpfalz

##### Landkreis Amberg-Sulzbach
Eichen

##### Landkreis Neustadt an der Waldnaab
Heinersreuther Forst |
Manteler Forst |
Speinsharter Forst

##### Landkreis Regensburg
Forstmühler Forst |
Kreuther Forst |
Pielenhofer Wald rechts der Naab

##### Landkreis Schwandorf
Einsiedler und Walderbacher Forst |
Östlicher Neubäuer Forst |
Wolferlohe

#### Schwaben

##### Landkreis Augsburg
Schmellerforst

##### Landkreis Donau-Ries
Dornstadt-Linkersbaindt |
Esterholz

##### Landkreis Günzburg
Ebershauser-Nattenhauser Wald |
Winzerwald

##### Landkreis Neu-Ulm
Auwald |
Oberroggenburger Wald |
Stoffenrieder Forst |
Unterroggenburger Wald

##### Landkreis Oberallgäu
Kempter Wald

##### Landkreis Unterallgäu
Ungerhauser Wald

#### Niederbayern

##### Landkreis Freyung-Grafenau
Annathaler Wald |
Frauenberger und Duschlberger Wald |
Graineter Wald |
Leopoldsreuter Wald |
Mauther Forst |
Philippsreuter Wald |
Pleckensteiner Wald |
Sankt Oswald |
Schlichtenberger Wald |
Schönbrunner Wald |
Waldhäuserwald

##### Landkreis Kelheim
Dürnbucher Forst |
Frauenforst |
Hacklberg

#### Unterfranken

##### Landkreis Aschaffenburg
Forst Hain im Spessart |
Heinrichsthaler Forst |
Huckelheimer Wald |
Rohrbrunner Forst |
Rothenbucher Forst |
Sailaufer Forst |
Schöllkrippener Forst |
Wiesener Forst

##### Landkreis Bad Kissingen
Neuwirtshauser Forst |
Omerz und Roter Berg |
Römershager Forst-Ost |
Roßbacher Forst

##### Landkreis Main-Spessart
Forst Aura |
Forst Lohrerstraße |
Frammersbacher Forst |
Haurain |
Langenprozeltener Forst |
Partensteiner Forst |
Ruppertshüttener Forst

##### Landkreis Miltenberg
Forstwald |
Hohe Wart

##### Landkreis Rhön-Grabfeld
Bundorfer Forst |
Mellrichstadter Forst |
Sulzfelder Forst |
Weigler

##### Landkreis Schweinfurt
Bürgerwald |
Hundelshausen |
Nonnenkloster |
Stollbergerforst |
Wustvieler Forst

##### Landkreis Würzburg
Gramschatzer Wald |
Guttenberger Wald |
Irtenberger Wald